# 海地帮派战争
海地帮派战争是指自2020年以来，海地两个主要犯罪集团G9與G-Pep之間持續不斷的衝突，犯罪集团在海地首都太子港持續交火。在这场冲突中，海地政府和海地安全部队一直試圖控制太子港的局勢。截至2023年，太子港90%的地区已被幫派控制。2023年，海地的帮派暴力导致4451人死亡，1668人受伤。2024年前三个月，幫派暴力造成的死伤人数分别达到1554人和826人，362,000人流離失所。
为了应对不断升级的帮派衝突，一個名为bwa kale的武装自卫队加入打击帮派的行列。2023年10月2日，联合国安理会通過第2699号决议，授权肯尼亚领导的“多国安全支持团”前往海地維持秩序。
2024年3月，帮派襲擊太子港两座监狱，数千名囚犯被释放。帮派迫使总理阿里埃尔·亨利辞职，并对多个政府机构發動袭击，导致海地政府宣布进入紧急状态并实施宵禁。

## 註解
1. ↑  到2022年年中，約有1,100人在幫派戰爭中喪生。[6][7]2023年底，聯合國估計2023年1月至8月又有2,439人被殺。[8]